# Ким Ир
Ким Ир (кор. 김일; псевдонимы — Пак Ток Сан, Пак Дэшань; 20 марта 1910, провинция Хамгён-Пукто — 9 марта 1984) — политический и государственный деятель КНДР. Герой Труда КНДР.

## Биография
Родился в семье крестьянина.
До освобождения Кореи от японского колониального господства активно участвовал в антияпонской партизанской борьбе. В 1940 являлся одним из руководителей 8 полка 1-й Объединённой народно-революционной армии.
После освобождения Кореи (1945) — на партийной работе, был секретарём партийного комитета Трудовой партии Кореи (ТПК) провинции Пхёнан-Пукто. С 1946 на командных должностях в армии. В 1954—59 годах — заместитель, в 1959—1972 годах — первый заместитель председателя Кабинета министров КНДР. Председатель Административного совета КНДР (с 28 декабря 1972 до 29 апреля 1976). Член Политического комитета ЦК ТПК, секретарь ЦК ТПК.